# ハロゲン化銀

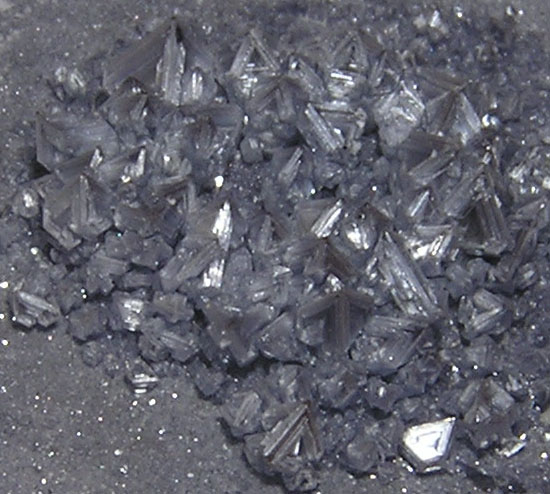
塩化銀の結晶

ハロゲン化銀（ハロゲンかぎん、英: silver halide）は銀のハロゲン化物であり、臭化銀 AgBr、塩化銀 AgCl、ヨウ化銀 AgI、および AgF、Ag2F などのフッ化銀が知られている。これらの化合物は総称としてハロゲン化銀と呼ばれ、化学式ではハロゲンを X として AgX と表記される。ほとんどすべてのハロゲン化銀は+1の酸化状態をとっている銀(I) (Ag+) の塩であり、+2のもの (Ag2+) もあるが、安定な化合物としてはフッ化銀(II) のみが知られている。光によって反応を起こし、写真フィルムなどに利用される。

## 利用

### 光反応性
ハロゲン化銀は写真フィルムや印画紙、X線フィルムなどで利用され、ゼラチンに懸濁した乳液をガラス面や紙などに塗布して使われる。ゼラチンは銀の保護コロイドとして作用する。

ハロゲン化銀に光が吸収されると、電子が伝導帯（価電子帯よりも高エネルギーのエネルギーバンド）へ遷移し、結晶の格子欠陥もしくは硫化銀・硫化金などのドーパントによって生じている感光核に捕らえられる。そして銀イオンを還元して金属銀の核が生成する。
求められる感度や色調によって、臭化銀と塩化銀が使い分けられ、あるいは組み合わされて使われる。ヨウ化銀は塩化銀と組み合わせて使われるが、ダゲレオタイプには単独で用いられ、水銀灯ではなく赤色光で感光する（ベケレル (Bequerelle) 法）。フッ化銀は写真には使われない。
ハロゲン化銀の結晶に光を当てると、表面にある感光核が金属状の銀の小塊（点）へと変化する。これが潜像となる。小塊におよそ4原子以上の銀が含まれていると目に見えるように、つまり現像（顕像化）によって結晶全体が金属銀に変化するようになる。多量の光を受けた部分はより強く現像され、光学密度も高くなる（像の暗い部分）。
紫外線にさらされると暗変する補正レンズにも利用される（フォトクロミズムを利用する）。

### 化学

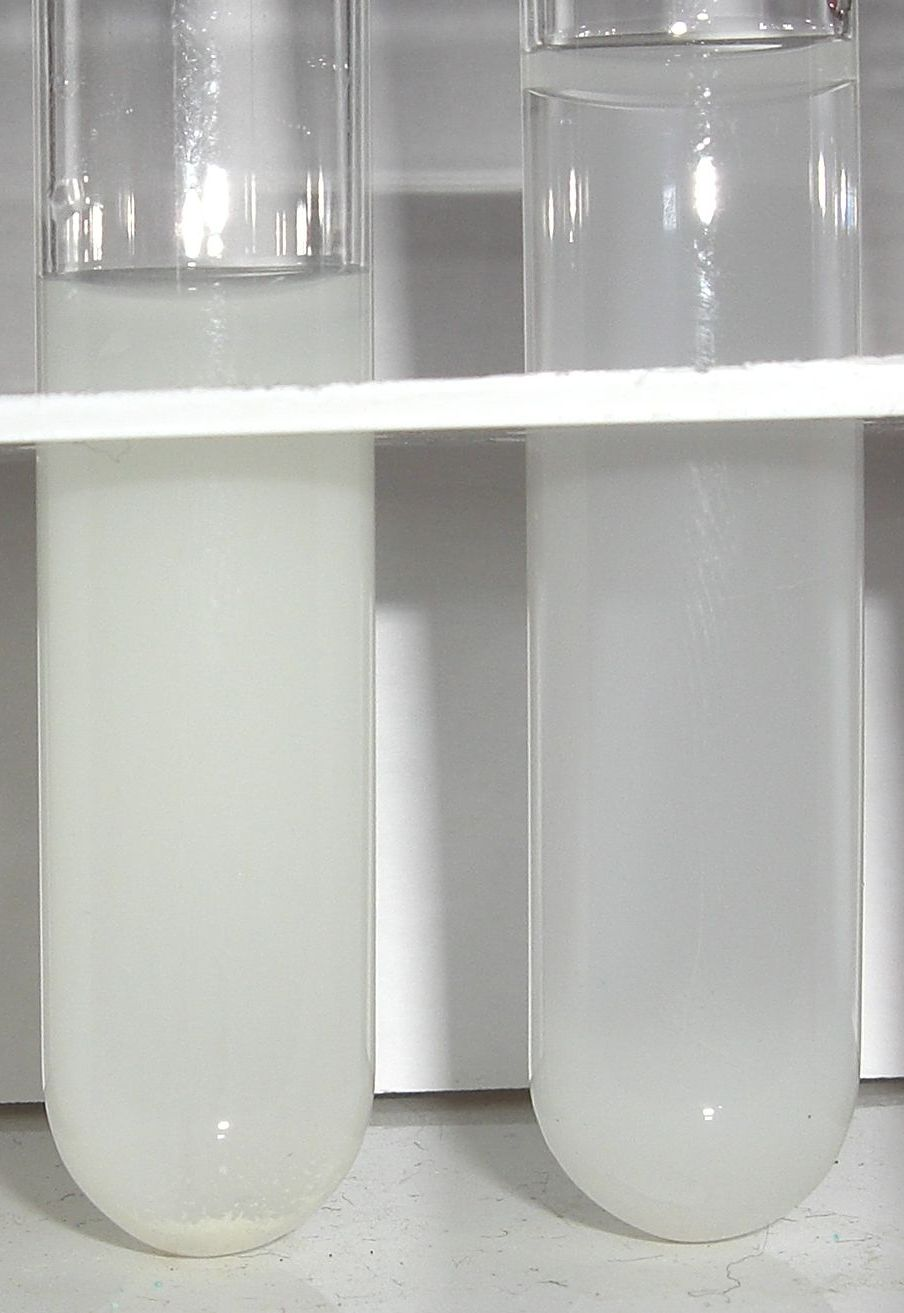
臭化銀の沈殿

ハロゲン化銀（フッ化銀をのぞく）は水にほとんど溶けない。従って硝酸銀はハロゲン化物イオンを沈殿させるのに使うことができる。この性質はハロゲン化物イオンの定量分析に利用される。銀イオンによる沈殿は、ハロゲン化物イオンが脱離基となる反応に利用することもできる。
ハロゲン化銀の溶解度を増加させる化合物やイオンとして、シアン化物イオン、チオシアン酸イオン、チオ硫酸イオン、チオ尿素、アミン類、アンモニア、亜硫酸イオン、チオエーテル、クラウンエーテルなどがある。逆に減少させる化合物としては、可溶化に寄与する部位を持たないチオール類や窒素化合物があり、例えばメルカプトオキサゾール類およびメルカプトテトラゾール類、特に1-フェニル-5-メルカプトテトラゾール、2-メルカプトメルカプトベンゾイミダゾール、ベンゾトリアゾールが知られている。充分に過剰な量のチオシアン酸イオンやチオ硫酸イオンなどが存在すると錯イオンが形成されて溶解度が増すが、少量の場合は不溶性の錯体ができて溶解度が下がる。

### 医療技術
炭酸ガスレーザーによる赤外線を通す光ファイバーにハロゲン化銀を利用する実験が、テルアビブ大学の科学者によって行われている。このファイバーを使うと体組織をレーザーで溶着することができ、外科手術による縫合の代わりに使うことができる可能性がある。